# Konspirationsteorier om 11 september-attackerna
Flera konspirationsteorier har uppstått efter 11 september-attackerna. Några menar att statsledningen i USA kände till att attackerna var på väg men att man medvetet inte förhindrade dem. Andra misstänker att det inte var al-Qaida som genomförde attacken utan att några andra var ansvariga. Inte sällan pekas höga amerikanska politiker, till och med George W. Bush, ut som misstänkta. Enligt bland annat tidskriften Popular Mechanics accepteras dessa teorier inte som trovärdiga av politiker, etablerade journalister, forskare eller utredare, som menar att det med all sannolikhet är al-Qaida ensamma som är ansvariga.
Det finns dock journalister, politiker och anhöriga till avlidna den 11 september, som menar att det finns stora oklarheter kring händelserna, och det finns personer insatta i själva ämnet som själva är kritiska till den etablerade versionen. En av dessa är den mellanösternbaserade journalisten Robert Fisk, en mycket erfaren journalist som intervjuat Usama Bin Ladin ett flertal gånger. Fisk ifrågasätter vissa konspirationsteoretiker, men ifrågasätter själv många händelser som ägde rum vid attackerna. Allt från kollapsen av WTC 7 till påståendet av avsaknad av vrakdelar vid Pentagon-attacken. Dan Rather på CBS menade att journalister inte undersökt omständigheterna efter 11 september ordentligt på grund av anklagelser om avsaknad av patriotism. En av Egyptens mest respekterade journalister, Mohamed Heikal, uttryckte misstro mot utpekandet av Usama Bin Ladin och al-Qaida. Enligt Heikal var al-Qaida bevakade och penetrerade av amerikansk, egyptisk, pakistansk och saudisk underrättelsetjänst. Enligt honom skulle de aldrig kunnat hemlighålla attacken.Det finns flera politiker som uttalat sig kritiskt mot den etablerade versionen. Senatorn Tom Daschle har uttryckt skarp kritik mot Vita huset efter den 11 september. Han uttryckte ”det som jag tror behöver göras nu är att reda ut vad presidenten och Vita huset visste om händelserna som ledde till 11 september, när de visste, och viktigast av allt, vad gjorde de åt det under den perioden”. Senatorn Mark Dayton har också kritiserat den etablerade versionen. Han påstod att Norad (Nordamerikanska flygförsvaret) ”ljög för det amerikanska folket, för kongressen och för 11 septemberkommissionen”  för att skapa en förfalskad bild av deras kompetens och organisation när attackerna skedde. Den före detta chefen för pakistanska underrättelsetjänsten Hamid Gul uttryckte redan några dagar efter attackerna, att det skulle vara en kupp som skett. Möjligen av proisraeliska krafter. Han pekade på det misslyckade försvaret av USA:s luftrum som icke troligt, bland annat med tanke på att landet har världens mest sofistikerade flygvapen.
Bland dem som hävdar att den amerikanska regeringen mörklagt eller på något sätt varit inblandad i händelserna finns det gemensamma kravet på en ny och verkligt opartisk utredning, eftersom man anser att 11 september-kommissionen varken tilldelats tillräckliga ekonomiska resurser eller nödvändig tid för att utreda händelserna, att den inte fått fri tillgång till nödvändiga dokument, samt att flera av dess medlemmar är komprometterade av intressekonflikter och jäv. Till och med kommissionens vice ordförande, Lee Hamilton, har i en intervju med News of the world medgivit att "there were all kinds of reasons we think we were set up to fail".Kommissionens slutrapport kritiserades också hårt av flera anhöriga vid ett seminarium 2005, lett av kongressledamoten Cynthia McKinney. Laurie Van Auken, Mindy Kleinberg och Monica Gabrielle var några av de anhöriga som kritiserade en rad punkter kommissionen förbisåg.  Punkter som togs upp var bland andra 
- Oklarheter kring den exakta tiden för flight 93-kraschen vid Pennsylvania[13].
- De mängder av varningar om terrorattackerna som myndighetspersoner förnekade. Hela 52 varningar från FAA[14].
- Oklarheterna kring den misstänkte 20 kaparen Zacarias Moussaoui och det möjliga misslyckandet att avslöja attackplanerna[15].
- Det amerikanska flygförsvarets misslyckande och flygförsvarets övningar som möjligen gjorde försvaret icke fungerande under attackerna[16].
- Oklarheterna kring Pentagonkraschen och kommissionens misslyckande att offentliggöra de kameror som fångade händelsen på film. Bland annat kameror på ett hotell och en bensinmack som var riktade mot Pentagon[17].

Utöver detta gemensamma intresse av vidare utredning av det egentliga skeendet den 11 september 2001, finns två grundläggande teoribildningar om vad vissa kritiker tror hände.

## Myndigheterna har avstått från att agera?
Den första teoribildningen menar att delar av den amerikanska administrationen och säkerhetstjänsterna hade kännedom om att attackerna var på väg att ske, men valde att inte ingripa, för att kunna utnyttja den sympati och politiska konsensus som attackerna skapade för att starta realpolitiskt motiverade krig mot Afghanistan och Irak. Man pekar ofta på att administrationen genom bland annat Condoleezza Rice förnekade att man fått några som helst varningar om en förestående attack i uttalanden som gjordes efter den 11 september, trots att det senare dokumenterats väl i pressen att man mottagit mängder av varningar, från såväl sina egna underrättelsetjänster som från bland annat de brittiska, franska, ryska, egyptiska, somaliska och israeliska säkerhetstjänsterna.
Bush-administrationen påstår att man inte mottagit några specifika varningar, något som tillbakavisats av 11 Septemberkommissionen,som bland annat påpekar att Bush den 6 augusti 2001 erhöll en rapport från CIA med titeln "Bin Laden Determined to Strike in U.S.", som nämnde bin Ladins önskan och kapacitet att attackera USA med hjälp av kapade flygplan. I rapporten varnade CIA för att bin Ladin inom några veckor skulle komma att utföra en eller flera attacker mot USA och/eller Israel som skulle "be spectacular and designed to inflict mass casualties against US facilities or interests". Denna rapport diskuterades bland annat under Condoleezza Rices vittnesmål inför 11 september-kommissionen, ett vittnesmål som många av dem som för fram alternativa teorier om händelserna den 11 september 2001 också pekat på som allt annat än förtroendeingivande.
Man har även uppmärksammat de varningar som Frankfurter Allgemeine Zeitung någon dag efter attackerna skrev att USA hade mottagit genom spionnätverket Echelon, varningar för att terrorister från Mellanöstern planerade att kapa flygplan och använda dem som vapen mot viktiga kulturella symboler i USA och Israel och det faktum att NORAD (North American Aerospace Defense Command) under två år före hösten 2001 utförde övningar i vilka man simulerade situationer där kapade flygplan användes som vapen mot olika mål i USA, bland annat World Trade Center.
Det faktum att George W. Bush och Dick Cheney vägrade att ställa upp på offentliga och separata förhör och, efter hårda påtryckningar, endast ställde upp på att utfrågas tillsammans, bakom lyckta dörrar och utan att vara edsvurna, har inte direkt satt stopp för spekulationerna. Dessutom har BBC:s Newsnight anklagat Bush-administrationen för att ha hindrat FBI-agenter från att undersöka bin-Ladins släktingar före 11 september-attackerna. I den amerikanska kongressens utredning angående attackerna, censurerade dåvarande president Bush 28 sidor av den 800-sidor långa rapporten. Den censurerade delen gällde Saudiarabien. Informationen är fortfarande hemligstämplad.
Avslöjandet att amerikansk underrättelsetjänst samarbetat med indiska myndigheter vid krossandet av en terrorcell i Bombay 1995, där mannen som låg bakom bombningen av World Trade Center 1993 greps, och där man avslöjade planer på att kapa flygplan och flyga dem in i bland annat Pentagon, CIA:s högkvarter och World Trade Center, har också höjt en del ögonbryn med tanke på att Bush-administrationen så tydligt hävdat att tanken på att använda flygplan som vapen varit dem (och hela den amerikanska underrättelsetjänsten) så främmande.
De uttalanden som gjorts av Richard A. Clarke, nationell säkerhetsrådgivare åt fyra efter varandra följande presidenter (Ronald Reagan, George H.W. Bush, Bill Clinton och George W. Bush) som hävdat att "alla varningslampor blinkade rött" före 11 september-attackerna, men att George W. Bushs administration inte tog hotet på allvar och att de, efter att attacken var ett faktum, var mer intresserade av att invadera Irak än att få tag på Usama bin Ladin har använts som ytterligare ett indicium på att delar av Bush-administrationen visste mer än de ville tillstå. Clarke har dock aldrig själv hävdat att Bush-administrationen medvetet lät attackerna ske, utan bara att man varit inkompetent och inte tagit hotet från al-Qaida på allvar.
De som hävdar att administrationen och säkerhetstjänsterna avsiktligt lät attackerna ske, pekar ofta på förekomsten av irreguljär handel med aktieoptioner från Boeing, United Airlines och andra företag som drabbades direkt av attackerna, under veckan före den 11 september, som ett bevis för att det måste ha funnits personer med kännedom om attackerna i förväg. Denna irreguljära handel har dokumenterats av israeliska International Policy Institute for Counter-Terrorism, kritiker menar dock att påståendena är överdrivna och att det fanns andra anledningar till att vissa optioner köptes i ovanligt hög utsträckning under dessa dagar, eller att nivåerna i själva verket inte var så höga att man kan dra några slutsatser om insiderhandel, med tanke på att aktier inom flygindustrin haft en nedåtgående börskurva under en längre period före den 11 september 2001.
Den ovanliga handel som förekommit dagarna före 11 septemberattackerna var mellan American airlines och United airlines gällande aktieoptioner. Båda flygbolagen hade flygplan involverade i attackerna, men det förekom ingen sådan ovanlig aktiehandel bland andra flygbolag. John Kinnucan som var anställd vid en telekommunikationsfirma med forskningsinriktning uttryckte ”Jag såg högre siffror än vad jag någonsin sett de senaste tio åren, speciellt inom options-marknaden”. En av de som kritiserats för att ha med denna ovanliga handel att göra är den fd CIA-chefen Buzzy Krongard. Han satt i styrelsen för företaget Alex Brown inc, ett företag som var inblandat i den ovanliga börshandeln.. Investmentbanken Morgan Stanley blev också misstänkt för ovanlig handel med put-optioner. Morgan Stanley hade flera kontor i det förstörda tvillingtornen. Dylan Ratigan vid Bloomberg business news kommenterade handeln med orden ”Det här måste vara en av de mest extraordinära händelserna i mänsklighetens historia, om detta var en tillfällighet”. 
11 septemberkommissionen slog i sin slutgiltiga rapport fast att put-optionerna gällande United airlines var placerade av en USA-baserad investerare utan koppling till Al-Qaida.

## USA:s politiska ledning medskyldig?
Den andra grundläggande teoribildningen för fram ett ännu mer illvilligt scenario än den första - nämligen att delar av den amerikanska administrationen och de amerikanska underrättelsetjänsterna inte bara lät terrorattackerna ske, utan till och med intervenerade själva för att garantera att attackerna skulle lyckas och få önskvärd effekt - av ungefär samma anledningar som angavs för att låta attackerna ske. Men många tillägger att man dessutom vill omforma USA till en polisstat, genom de uppluckringar av rättssäkerheten och rätten till personlig integritet som blir följden av till exempel the Patriot Act. En av de mer otroliga teorierna är att det inte var flygplan som träffade World Trade Center utan hologram i kombination med sprängmedel.
USA:s president Bush var på besök i en skola i Sarasota, Florida, långt bort från attackerna. Enligt vissa sändes han dit för att han inte skulle riskera att dödas i attackerna, eftersom ett fjärde plan skulle krascha in i vita huset. Det nådde däremot aldrig fram.
En av den vanligaste debatten mellan försvarare av den etablerade teorin och så kallade konspirationsteoretiker har gällt huruvida sprängmedel detonerade i WTC 1, 2 och 7. Debatten har pågått mellan NIST(National institute of standard and technology)som försvarar den etablerade teorin och Arkitekter och ingenjörer inom Sanningsrörelsen som menar att sprängämnen måste ha detonerat i de 3 byggnaderna.
Många har haft frågetecken kring kollapserna. Monica Gabrielle som förlorade sin man i ett av tornen, undrade ”Hur kan skyskrapor sjunka till marken på 10 sekunder?”. Efter kollapserna uppmättes oerhört höga temperaturer vid Ground Zero, upp till 704 grader Celsius, vilket har skapat frågetecken. New Yorks borgmästare Rudolph Giuliani vittnade för 11 septemberkommissionen om förekomsten av höga temperaturer under marken upp till över 1000 grader Celsius. Smält stål hittades i mängder under marken av bland annat brandmän, som enligt dem påminde om lava från en vulkan, men enligt Professor Thomas W Eagar var bränderna i tornen inte ovanligt varma. Absolut inte så höga att de skulle kunna smälta stålet i byggnaderna. John Gross vid NIST har uttryckt att han aldrig sett bevis på smält stål vid Ground Zero, eller att han inte hört något vittnesmål om det. Detta har naturligtvis kritiserats eftersom många vittnat om smält stål.
Bortsett från anhöriga har vissa experter ifrågasatt kollapsen kring WTC 7. Byggnaden brann men blev inte träffad av ett flygplan, vilket gör det till den första stål-skyskrapa som kollapsat p.g.a. brand i historien. Vissa säger att en bränsletank i byggnaden kan ha spelat en roll i samband med kollapsen, men Jonathan Barnett säger att det inte förklarar varför stålbalkar blivit upplösta i samband med kollapsen.
En stor mängd konspirationsteoretiker är alltså överens om åsikten att World Trade Centers tvillingtorn och byggnad 7 fälldes med hjälp av sprängmedel som placerats ut i förväg. Vilket de menar är den enda förklaringen till varför kollapserna gick så fort. Fysikprofessorn Steven E. Jones, som hävdar just detta, har blivit något av en guru inom den så kallade "9/11 Truth"-rörelsen, på grund av den trovärdighet hans akademiska meriter förlänar den. Steven Jones har dock ingen kvalificerad kompetens på området. Han och andra akademiker som ifrågasätter den etablerade versionen av vad som hände den 11 september har bildat organisationen Scholars for 9/11 Truth och han har skrivit en uppsats om varför World Trade Center inte kan ha kollapsat på det sätt som FEMA (Federal Emergency Management Agency) och NIST (National Institute of Standards and Technology) - de amerikanska myndigheter som utrett händelserna - påstått.
Många förespråkare för teorin att säkerhetstjänsterna utförde attacken pekar på ett påstående om att resterna efter World Trade Centers kollaps skeppades utomlands till återvinning nästan direkt efter den 11 september, innan man hade haft en chans att undersöka dem ordentligt, som ett starkt indicium för att regeringen har något att dölja.
Hanteringen av resterna efter tvillingtornens kollaps har också dragit på sig frän kritik från tidskriften "Fire Engineering", Amerikas äldsta facktidskrift för brandmän, som skriver "we are literally treating the steel removed from the site like garbage, not like crucial fire scene evidence". Precis som i fallet Richard A. Clarke ovan, har inte heller "Fire Engineering" eller någon av dess skribenter hävdat att World Trade Center fälldes med sprängmedel, bara att utredningen var bristfällig..
Den utredning som gjordes utfördes av en grupp experter under beteckningen BPAT (the Building Performance Assessment Team), sammankallade av bland annat FEMA och ASCE (American Society of Civil Engineers). BPAT genomförde en undersökning av Ground Zero under en sexdagarsperiod i början av oktober 2001 och undersökte de kollapsade och skadade byggnaderna och tog prover. Gruppen ska ha haft tillträde till området där stålet och annat material från World Trade Center förvarades och även tagit prover på stålet där. Det sista stålet avlägsnades från Ground Zero i maj 2002.
National Institute of Standards and Technology har nyligen, på grund av att dessa alternativa teorier fått sådan spridning, uppdaterat sin webbplats och presenterat de undersökningar av händelseförloppet man gjort samt svar på frågor och påståenden om kollapserna.
Webster Tarpley är en ekonomisk historiker som skrivit om att attackerna utfördes av ett nätverk inom USA med förgreningar till folk med topp-positioner. Tarpley nämner en uppgift om att Air Force One hotades av nätverket. Bland annat med orden ”Angel is next”. Angel var ett kodord för Air Force One. I samband med det hoten nämndes också hot om koder till kärnvapen som överkommits.Uppgiften är bekräftad men man har inte kunnat utröna varifrån hoten kom. En anonym källa i Washington säger att hoten mot Air Force One var till godo för Dick Cheney som fick ett skäl att få presidenten att hålla sig utanför Washington. Webster Tarpley påpekar också att övningarna som hölls den dagen blev till verkliga scenarior. Han hänvisar bland annat till övningar som ”Vigilant Guardian” där kapade flygplan ingick. En militärövning från juni 2001 gällande terrorbekämpning, hade Usama bin Ladins ansikte på omslaget tillsammans med attackflygplan.
Webster Tarpley stöder teorin om att Global Hawk teknik användes vid den 11 september. Alltså förarlösa flygplan eller plan styrda från marken eftersom Tarpley argumenterar att kaparna inte hade de tekniska förmågor som krävdes för att utföra dåden. Flera av kaparna har av konspirations eller alternativa teoretiker avfärdats som piloter den 11 september. En av dem är Hani Hanjour som misstänks ha flugit in i Pentagon med flight 77. Han är enligt 11 Septemberkommissionen handplockad av Khalid Sheikh Mohamed eftersom han hade pilotutbildning, men vissa amerikanska flyglärare uttryckte tvivel. En lärare i Arizona uttryckte ”Jag är fortfarande till denna dag förvånad över att han kunde ha flugit in i Pentagon. Han kunde överhuvudtaget inte flyga”. Även 11 septemberkommissionen nämner att en flyglärare avslog hans begäran att få flyga genom Hudson-korridoren p.g.a. att hans flygkunskaper var för dåliga. Hanjour rapporteras i början av 2001 ha suttit i en flygsimulator, men för en Boeing 737 och inte en 757 som rapporteras ha flugit in i Pentagon. Piloten Russ Wittenberg som flugit två av planen som kraschade den 11 september, säger sig vara helt övertygad om att kaparna inte kunde ha flugit planen. Han pekar dels på deras bristande utbildning men också att det var omöjligt att flyga i hastigheter som var högre än vad flygplanen var skapade för.
En annan av de mest kända förespråkarna för teorin att den amerikanska administrationen tog aktiv del i attackernas genomförande är Michael Ruppert, som i sin bok "Crossing the Rubicon: The Decline of the American Empire and the End of the Age of Oil", enligt Rupperts webbplats From The Wilderness den näst bäst säljande boken om terrorattackerna efter 11 september-kommissionens rapport, anklagar Dick Cheney för att vara hjärnan bakom 11 september-attackerna. Han hävdar att syftet med attackerna var att skapa ett brett folkligt stöd i USA för åtgärder för att kontrollera de sista kvarvarande stora oljeresurserna i ljuset av den snabbt närmande oljeproduktionstoppen. Han och många andra har bland annat pekat på dåvarande transportminister Norman Minetas vittnesmål inför 11 september-kommissionen, där han refererar till uttalanden från Dick Cheney som kan tolkas som att en order givits om att inte skjuta ned American Airlines Flight 77 under dess färd mot Pentagon.
Många förespråkare för teorin att säkerhetstjänsterna utförde attacken pekar på ett påstående om att resterna efter World Trade Centers kollaps skeppades utomlands till återvinning nästan direkt efter den 11 september, innan man hade haft en chans att undersöka dem ordentligt, som ett starkt indicium för att regeringen har något att dölja.
I augusti 2006 fick hela "9/11 Truth"-rörelsen ett uppsving inför femårsdagen av attackerna, när det visade sig att högt uppsatta militärer ljugit för 11 september-kommissionen för att dölja den bristfälliga militära responsen på flygplanskapningarna den 11 september.

## Kritik mot konspirationsteorierna
Konspirationsteoretikerna har inte fått stå oemotsagda. Det finns extensiva webbsidor som kritiskt granskar konspirationsteoretikers påståenden, till exempel Debunking 9/11 conspiracy theories. Dessutom har etablerade tidskrifter som Der Spiegel och Popular Mechanics haft stora reportage där man motargumenterat konspirationsteoretikernas argument.
Denna kritik har i sin tur orsakat en omfattande motkritik från konspirationsteoretikerna och mellan respektive sidas webbplatser (se: Externa länkar) rasar en hård debatt.
Skeptikerpodden är en Poddradio som ifrågasätter pseudovetenskap, vidskepelse och övernaturliga fenomen. De har haft flera sändningar där de ifrågasätter konspirationsteorier om 11 septemberattackerna.
Dagens nyheter har flera gånger skrivit om konspirationsteorier gällande 11 septemberattackerna, där de bland annat intervjuar Erik Åsard som skrivit om konspirationsteorier i ”Det dunkelt tänkta”. 
En annan som gått ut och kritiserat konspirationsteoretiker i Dagens nyheter angående 11 september är författaren Torbjörn Elensky. Han skrev bland annat ” Förintelseförnekare och konspirationsteoretiker är samma andas barn”. Torbjörn Elensky fick efter sin artikel ett videosvar från författaren David Ray Griffin som argumenterade mot hans insändare i Dagens nyheter. David Ray Griffin har skrivit många böcker om 11 septemberattackerna där han belyser alternativa teorier.
Programmet Kalla fakta på TV4 gjorde år 2009 två avsnitt som handlade om den grupp som de benämnde som Sanningsrörelsen, som misstrott den etablerade versionen av 11 Septemberattackerna. Reportagen innehöll intervjuer med folk som misstror den etablerade versionen som till exempel David Ray Griffin, men också försvarare av den etablerade teorin som till exempel den brittiske journalisten David Aaronovitch och den svenske författaren och USA-kunnige Erik Åsard.

## Anhöriga och alternativa teorier
Flera anhöriga till offer för attackerna har uttryckt sin kritik i frågan, bland andra Mindy Kleinberg och Laurie Van Auken var inte nöjda med informationen om 11 Septemberattackerna och ville få till stånd en utredning. Under den första dagen av utfrågningar av 11 Septemberkommissionen fick Mindy Kleinberg dela med sig av sin kritik mot det amerikanska misslyckandet av att försvara landet. Hon nämnde oklarheterna kring ovanliga omständigheter på amerikanska börsen, misslyckandet att inte kunna försvara USA med attackflyg, att de misstänkta kaparna fått visum för sina USA-vistelser trots underkända visumapplikationer enligt gällande regler. Hon ställde också frågan hur kaparna kunde ha turen på sin sida om och om igen.   Kleinberg och Van Auken har tillsammans med änkorna Kristen Breitweiser och Patty Casazza kallats "The Jersey Girls". De har tillsammans satt press på Amerikanska regeringen att utreda 11 Septemberattackerna och de anses ha haft ett avgörande roll till att Henry Kissinger avgick som ordförande för 11 septemberkommissionen. Kissinger fick hård kritik från början eftersom han anses som en "mörkläggare" av vissa.Vita huset motarbetade från början en utredning, men var tvungna att böja sig. Det var mycket de anhörigas förtjänst att 11 septemberkommissionen skapades. Deras påtryckningar blev avgörande. Det var sedan många anhöriga som blev besvikna på 11 septemberkommissionens arbete. Anhöriga som Donna Marsh O'Connor, Michelle Little och Christina Kminek propagerade för en ny utredning om 11 septemberattackerna. Donna Marsh O'Connor uttalade ”Vi är inte galna, vi har frågor”. Frågor angående de oklara omständigheterna gällande attackerna.
Ellen Mariani är en anhörig som stämt den amerikanska regeringen för att ha haft förhandskännedom om attackerna. Mariani uttalade ”Jag är 100% säker att de visste”. Bob Mcilvaine är en anhörig som tror att attackerna var ett insiderjobb. Bob förlorade sin son som jobbade i ett av tornen. Enligt Bob Mcilvaine dog hans son av en explosion. Han framträdde tillsammans med en representant för de arkitekter som ifrågasätter tornens kollaps på Geraldo Riveras program på Fox news. Geraldo uttryckte sin sympati för de anhöriga som vill få till stånd en ny utredning.

## Al-Qaidas eventuella skuld
Att en grupp som Al-Qaida ensamt skulle ha utfört dåden har ifrågasatts av flera. Popular Mechanics som avvisat konspirationsteorier ifrågasätter inte detta. 11 Septemberkommissionen skrev i sin rapport att det inte fanns bevis för att någon regering skulle bistått de misstänkta kaparna, men konspirationsteoretiker hävdar att det finns många tecken på att misstänkta kaparna har lämnat spår som leder högt upp till Saudiarabien och Pakistan. Senator Bob Graham har påpekat att det finns odiskutabelt bra bevis för saudisk inblandning på hög nivå. Han påpekar det gällande de misstänkta kaparna Khalid Almihdhar och Nawaf Alhazmi som enligt Graham hade beskydd från hög nivå inom det saudiska styret. Graham satt med i senatens utredning av attackerna i USA och var chockad över att 28 sidor av 800 gällande attackerna var hemligstämplade. De hemligstämplade sidorna gällde bland annat finansiering av attackerna. Enligt vissa källor ska prins Bandar bin Sultans fru ha skickat summor som sedan skulle ha delegerats till Al-midhar och Al-Hazmi. Något som stärker uppgiften om det Saudiska styrets koppling till så kallade Al-Qaida medlemmar, är en uppgift från en av de få dömda för inblandning i 11 Septemberattackerna. Zacarias Moussaoui som dömdes för inblandning 2007, hävdade för domaren George Daniels i ett brev, att den Saudiska kungafamiljen var en av de största finansiärerna till Al-Qaida under det sena 1990-talet. Han hävdade också att en anställd vi den saudiska ambassaden i Washington hade diskuterat med honom om en eventuell nedskjutning av den amerikanske presidentens plan. George Daniels som tog emot uppgifterna arbetar med stämningsansökningar från anhöriga till omkomna vid attackerna 2001. Under två dagar fick en grupp advokater besöka Mossaoui i sin fångenskap för att höra vad han hade att säga. Uppgifterna tillbakavisas av den Saudiska ambassaden i Washington.
Prins Bandar Bin Sultan har även kallats Bandar Bush p.g.a. sitt nära samarbete med Bush-klanen enligt Michael Moores dokumentär Fahrenheit 9/11. Bandar Bin Sultan har fått utstå hård kritik från vissa amerikaner p.g.a. saudiernas stöd till terrorgrupper. Bandar hävdar att Saudiarabien var före USA med att kalla Usama Bin Ladins anhängare för terrorister, medan USA samtidigt skulle ha kallat Al-Qaida grupperna för dissidenter på 1990-talet. När Saudiarabien jagade ”terrorister” så flydde de inte till muslimska länder utan flydde till platser såsom Paris, USA, London och Frankfurt, enligt Bandar. Vilket han har använt som motargument mot amerikanska kritiker.
Saudiarabien hyllades av Bushadministrationen för sitt samarbete med USA i kriget mot terrorismen, men anhöriga till 900 av offren den 11 september har upprättat en stämningsansökan mot den saudiske prinsen Turki Al-Faisal och mot vissa banker för att ha stöttat Usama Bin Ladin.
prins Turki al-Faisal rapporteras även ha besökt Bin-Ladin under en sjukhusvistelse i Dubai, där även en CIA –anställd skulle ha befunnit sig. Det rapporterades att Bin Ladin flögs in från Quetta i Pakistan med sin läkare, sköterska och fyra livvakter. Rapporten kommer från fransk underrättelsetjänst. Prins Turki som var chef för saudisk underrättelsetjänst avgick strax före den 11 september. Han rapporterats ha varit njursjuk och därför lagts in på det amerikanska sjukhuset i Dubai. Uppgiften har förnekats från amerikanskt håll.Webster Tarpley,den ekonomiska historikern och av hans motståndare kallad konspirationsteoretiker har påpekat att Al-Qaida fungerar som CIA:s arabiska legion. Där de används som ett verktyg i konflikter som i Libyen, Syrien, Afghanistan m.m.
Abu Zubaida som räknats som en högt uppsatt inom Al-qaida, greps i Pakistan 2002. Vid ett förhör där sanningsserum ska ha använts, ska Abu Zubaida ha namngett högt uppsatta inom Saudiarabien och Pakistan. Han säger då att han har samröre med prins Turki Al Faisal,  prins Fahd bin Turki, prins Sultan bin Faisal och den pakistanske flygvapenchefen Mushaf Ali Mir. Detta tas upp i Gerald Posners bok ”Why America slept”.
Pakistan har ansetts vara en allierad med USA i kriget mot terror, men samtidigt angetts vara en stor sponsor för Al-Qaida medlemmar. Några av de högsta inom det så kallade Al-Qaida greps eller dödades i Pakistan och inte i Afghanistan. Khalid Sheikh Mohamed greps i Rawalpindi i mars 2003, Ramzi Bin Alshibh greps i Karachi 2002, Abu Zubaida greps i mars 2002 i Faisalabad, och Usama Bin Ladin påstods ha dödats i Abbotabad 2 maj 2011 av Navy Seal soldater. Pakistanska underrättelsetjänsten ISI har gamla band med så kallade Al Qaida eller Afghanska araber. Pakistanska ISI var mellanhanden mellan CIA och Al Qaida trupper, under 1980-talets gerillakrig mot Sovjets ockupation. Efter ett misslyckat försök att döda Bin Ladin 1998 anklagades den dåvarande chefen för ISI för att ha tipsat Bin Ladin om den kommande missilattacken. Detta har påståtts av Richard Clark, Vita husets chef för antiterror. Hamid Gul som är den anklagade har i sin tur anklagat USA och Israel för att ligga bakom 11 Septemberattackerna.
Den amerikanska journalisten Seymour Hersh skrev en artikel om hur Bushadministrationen med sitt tillstånd låtit den pakistanska militären flyga ut ISI-personal och möjligen Al-Qaida trupper, från staden Kunduz till Pakistan. Detta skulle ha inträffat i november 2001, när talibaner och Al-Qaidatrupper retirerat till den nordliga afghanska staden Kunduz, efter att ha inringats av den Norra alliansen och amerikanska trupper. Hershs artikel pekar också på det nära samarbete mellan ISI och Al-Qaida som förekommit.
Det finansiella stödet till kaparna redovisades aldrig genomgående av Kommissionen för terrorattackerna mot USA. De menade att de finansiella spåren var av ”föga praktisk betydelse”. FBI har dock redovisat och bekräftat att finansiellt stöd kommit från Pakistan. FBI:s John Pistole vittnade om detta till kongressen i USA juli 2003. Dennis Lormel vid FBI:s ekobrottsrotel bekräftade indisk säkerhetstjänsts uppgifter om att pakistanska ISI ligger bakom en överföring på 100 000 dollar till självmordspiloten Mohammed Atta.

## Kaparna
Enligt den etablerade versionen var det 19 kapare varav 15 från Saudiarabien. Tidigt kom dock påståenden om att vissa kapare fortfarande var vid liv, vilket skapat misstro mot den etablerade versionen. Saed Al Ghamdi skulle varit vid liv enligt flera tidningar. FBI hade Saed Al Ghamdis personuppgifter men fotot föreställde en annan man. CNN visade ett foto på den riktiga Al-Ghamdi. Der Spiegel publicerade däremot en artikel där de hävdade att mannen bara haft samma namn och att Saed Al Ghamdi är ungefär lika vanligt som namnet John Smith i Storbritannien eller USA. En viss Salem Alhazmi hade dykt upp vid liv i Yanbou, Saudiarabien. Han hade enligt källorna blivit av med sitt pass tre år tidigare, och att personuppgifterna och fotot föreställande kaparen var hans egna.En annan som sägs ha fått sin identitet stulen är Abdulaziz al-Omari, som är pilot i Saudiarabien. Han påstod sig ha fått sitt pass stulet i Denver 1995. Han ska ha uttryckt ”Jag är ingen självmordsbombare. Jag är här,vid liv”. Den saudiska regeringen hävdade att 5 av de nämnda kaparna fortfarande var vid liv enligt New York times.  Förvirring med namn kan dock ha förekommit. Fadern till den misstänkte kaparen Mohammed Atta, sade sig ha talat med sin son i telefon den 12 september. Han har också uttalat att han inte tror att hans son var inblandad i attackerna. Robert Mueller som var FBI:s chef 2001, uttalade själv att FBI inte var säkra på alla kaparnas identitet, men på flera av dem. Trots det uttalandet används fortfarande samma ansikten och namn för kaparna, vilket naturligtvis orsakar misstro mot den etablerade versionen.
Kaparnas odiskreta beteenden har varit föremål för konspirationsteorier i många dokumentärer som till exempel Loose change. Bland annat påstås den misstänkta kaparen Mohammed Atta ha haft ett märkligt indiskret beteende när han mött Johnelle Bryant vid The Department of Agriculture. Atta ansökte om ett lån för att finansiera ett flygplan. Först vägrade han prata med Bryant på grund av att hon var kvinna. Sedan betedde han sig hotfullt, för att senare vilja köpa ett stort foto på Washington och Pentagon. Enligt Bryant frågade Atta sedan hur hon skulle känna sig om Washington förstördes av en främmande makt. Innan Atta gick därifrån nämnde han World Trade Center och frågade Bryant om säkerheten vid byggnaden. Mohammed Atta dök sedan upp en gång till på departementet enligt Bryant. FBI-chefen Robert Mueller sa i ett förhör bakom stängda dörrar, att terroristerna var diskreta och disciplinerade, men så var inte fallet enligt mötet med Johnelle Bryant.
Att några av kaparna druckit alkohol har också väckt misstankar mot den etablerade teorin. Dels p.g.a. att de sägs varit väldigt strikta muslimer. När Mohammed Atta befunnit sig i Florida tillsammans med några av kaparna, ska de enligt källor ha besökt strippor, druckit alkohol och samtidigt lämnat en koran efter sig. Enligt den brittiske forskaren Nafeez Mosaddeq Ahmed är dessa beteenden inte kompatibla med muslimska fundamentalister som ska begå självmordsattacker. Enligt Nafeez är den ideologi som Al-qaida delar, härstammande från Saudiarabien. En ideologi som strikt måste följas och där alkohol och spel är strikt förbjudet. Några av kaparna besökte Las-Vegas före den 11 september
Att flight 93 skulle ha störtats av den misstänkta kaparen Ziad Jarrah är något som konspirationsteoretikern menar kan motbevisas. Den etablerade versionen är en heroisk version där passagerarna gör uppror mot kaparna, och 11 septemberkommissionen ställer sig bakom att tiden för kraschen var 10:03. Vittnesuppgifter pekar på tiden 10:06 vilken också amerikanska arméns seismologer styrker. De fick också samma seismiska nedslagsdata från Southern Arizona seismic observatory. Konspirationsteoretiker menar att planet sprängdes eller gick sänder i luften och inte störtades och att det styrkes av bevisen av utspridda vrakdelar över ett stort område. En motordel som vägde nästan ett ton hittades nästan 2 km från kraschplatsen.
Något som tagits upp av bland annat Loose Change är om gruppen Able Danger. Able Danger tillhörde amerikanska försvarsdepartementet och var en grupp som utformat ett dataprogram för att enligt dem bevaka potentiella terrorister. Före den slutgiltiga rapporten av 11 septemberkommissionen sa en av Able Dangers tillhörande till kommissionen, att deras grupp identifierat fyra av 11 september-kaparna inklusive Mohammed Atta. Enligt en av gruppens medlemmar kunde de inte föra informationen vidare p.g.a. ignorering av Pentagon. 11 septemberkommissionen nämner inte Able danger i sin slutgiltiga rapport.

## Opinionsundersökningar
En opinionsundersökning från 2004 visade att 49 procent av New York-borna trodde att USA:s ledare "visste i förväg att attacker planerats på eller runt den 11 september 2001 och att de medvetet avstod från att agera.". En liknande opinionsmätning två år senare (maj 2006) ger vid handen att 45 procent av de vuxna medborgarna i USA önskar en ny undersökning av 11 september-attackerna och att 42 procent misstänker att regeringen mörklägger dem. 

## Film och litteratur
Flera filmer, bland annat Loose Change och 9/11: Press for Truth, samt böcker har givits ut där olika teorier och konspirationsteorier framförts. 